# Стара Савадерка
Стара Савадерка (рос. Старая Савадерка) — присілок в Бариському районі Ульяновської області Російської Федерації.
Населення становить 60 осіб. Входить до складу муніципального утворення Малохомутерське сільське поселення.

## Історія
Від 2004 року входить до складу муніципального утворення Малохомутерське сільське поселення.

## Населення
| 2010 |
| ---- |
| 60   |